# 豊田沙希
豊田 沙希（とよだ さき、1989年6月6日 - ）は、日本の元ストリッパー、AV女優、ヌードモデル。

## 略歴
- 2009年8月21日 に東洋ショー劇場でストリップデビュー。
- また、不定期で撮影会のヌードモデルとしても活躍している。

## 所属
- 劇場：東洋ショー劇場
- プロダクション：ICプロモーション

## 人物
- (記載事項は、自身のブログ - ウェイバックマシン（2012年1月26日アーカイブ分）及び踊り子さんいらっしゃい！より転記編集した。)
- 好きな物: グミ・にゃんこ・ANNA SUI、Vivienne Westwood
- 嫌いな物: まぐろ・うなぎ・キムチ以外の漬け物
- 好きな言葉: 花より実
- 踊り子になったきっかけ: 芸術的なダンスに感動したから！